# Спортивная гимнастика на летних Олимпийских играх 1904 — первенство на 7 снарядах
Соревнования в первенстве на 7 снарядах по спортивной гимнастике среди мужчин на летних Олимпийских играх 1904 прошли 28 октября. Приняли участие несколько спортсменов из одной страны.

## Состав соревнования
В русскоязычных источниках данное соревнование упоминается как состязание на 7 снарядах или семиборье (к современному семиборью не имеет отношения), без расшифровки снарядов. Однако в англоязычных источниках речь идёт о состязании на 4 снарядах (англ. Men's Combined 4 Events) с перечислением снарядов: параллельные брусья, перекладина, опорный прыжок и конь. Также и по сумме очков, очевидно, что соревнование было на 4 снарядах, так для Антона Хейды — 43 (брусья) + 42 (конь) + 36 (опорный прыжок) + 40 (брусья) = 161

## Призёры
| Золото          | Серебро          | Бронза          |
| Антон Хейда США | Джордж Эйсер США | Уильям Мерц США |

## Соревнование
| Место | Спортсмен     | Результат  |
| ----- | ------------- | ---------- |
| 1     | Антон Хейда   | 161        |
| 2     | Джордж Эйсер  | 152        |
| 3     | Уильям Мерц   | 135        |
| 4     | Джон Дьюха    | Неизвестен |
| 5     | Эдвард Хенниг | Неизвестен |